# Isley-Jasper-Isley
Isley-Jasper-Isley foi um grupo originado pela separação dos membros da banda The Isley Brothers. Foi formado em 1984 por Chris Jasper (teclados), Ernie Isley (guitarra) e Marvin Isley (baixo), devido às diferenças criativas que cresceram no grupo.
Jasper, músico e compositor-chave do grupo Isley Brothers, se tornou o vocalista na maioria das gravações do trio e também responsável pela maioria das composições e produção do novo grupo. O antigo Isley Brothers retornou ao seu trio original continuando a gravar com outros músicos, produtores e compositores.
O Isley/Jasper/Isley lançou três álbuns pela CBS Associated Records, incluindo Caravan of Love que obteve sucesso com a canção título, escrita e cantada por Chris Jasper e subsequentemente regravada pelo grupo inglês, The Housemartins, que fez de “Caravan of Love” um sucesso internacional. “Caravan of Love” também foi usada nos comerciais da Dodge Caravan, foi regravada por Marvin Sapp no álbum WOW 2000 Gospel.
Em 1988, o Isley/Jasper/Isley se separou. Metade do grupo foi induzido com o restante dos Isleys em 1992 para o Rock & Roll Hall of Fame e receberam o Grammy Lifetime Achievement Award em janeiro de 2014. Por diversas vezes, os irmãos mais novos Marvin e Ernie Isley voltaram a se apresentar com  Ronald Isley. Marvin Isley morreu de complicações do diabetes em 2010 e Ernie Isley continua a se apresentar com Ronald Isley como The Isley Brothers.
Chris Jasper continou sua carreira solo como artista e produtor, formou seu próprio selo independente, Gold City Records. Desde então lançou 10 álbuns solo, incluindo Inspired: By Love, By Life, By the Spirit em janeiro de 2013. Em maio de 2014, Chris Jasper lançou "The One", faixa título de seu álbum. Faleceu em 23/02/2025 vitima de câncer aos 73 anos.

## Discografia

### Álbuns
- Broadway's Closer to Sunset Blvd (1984)
- Caravan of Love (1985)
- Different Drummer (1987)

### Coletâneas
- 2003: The Best of Isley-Jasper-Isley: Caravan of Love
- 2010: Broadway's Closer to Sunset Boulevard/Caravan of Love/Different Drummer [CD duplo]

### Singles
- 1984: "Kiss & Tell" (#63 US Pop; #52 US R&B, #46 US Dance Club Play)
- 1984: "Look the Other Way" (#14 US R&B)
- 1985: "Caravan of Love" (#51 US Pop; #1 US R&B)
- 1986: "Insatiable Woman" (#13 US R&B)
- 1987: "8th Wonder of the World" (#18 US R&B)
- 1988: "Givin' You Back the Love" (#15 US R&B)

### Vídeos
- 1984: Kiss & Tell
- 1984: Look the Other Way
- 1985: Caravan of Love
- 1985: Insatible Woman